# ラウデンバッハ (ウンターフランケン)
ラウデンバッハ (ドイツ語: Laudenbach) はドイツ連邦共和国バイエルン州ミルテンベルク郡に属す町村（以下、本項では便宜上「町」と記述する）。クラインホイバッハ行政共同体に属す。

## 地理

### 位置
ラウデンバッハはバイエルン州内マイン川下流部に直接面している。ミルテンベルクとオーベルンブルクの中間に位置し、オーデンヴァルトの端にあたる。連邦道B469号線が通っているため交通の便は比較的良く、町の中心部からライン＝マイン地域の各都市へは車や列車を使って短時間で移動可能である。

### 隣接する市町村
マイン下流に隣接するのはクリンゲン・アム・マイン、上流側はクラインホイバッハである。

### 自治体の構成
この町は、公式にはラウデンバッハ地区単独で構成される。

## 歴史
19世紀にはこの町にユダヤ人が住んでおり、バントヴェルト通りにシナゴーグを建設していた。1938年の排斥運動でこのユダヤ教の礼拝施設は、SAによって破壊され、以後は別の目的に転用された。町は、迫害され、殺害されたユダヤ人の記念板を設置している。

### 市町村統廃合
現在、ヘッセン州ミヒェルシュタット市フィールブルン区に属すブルンタール集落はラウデンバッハから分離された地区である。

### 人口推移
近年、新しい住宅地（たとえば、ゾンマーベルクII、ボックスベルク）の開発などにより、人口はやや増加している。

## 行政

### 議会
ラウデンバッハの町議会は12議席からなる。

### 首長
町長は、シュテファン・ディストラーである。

## 文化と見所

### 音楽
- 音楽サークル・ハルモニー・ラウデンバッハ
- ゼンガールスト・ラウデンバッハ
- ザ・ゴスペルトレイン

### 建築
ラウデンバッハ城

### 公園
ラウデンバッハ城庭園

### 自然文化財
城庭園のセコイアの木は、ミルテンベルク郡で最も古い生物である。

### 年中行事
- 夏の教区・幼稚園祭
- サッカークラブの夏の村祭
- 合唱サークルのヨハニスフォイアー（夏至に火をたいて祝う祭）
- 音楽サークルの5月祭

## 引用
1. ↑  https://www.statistikdaten.bayern.de/genesis/online?operation=result&code=12411-003r&leerzeilen=false&language=de Genesis-Online-Datenbank des Bayerischen Landesamtes für Statistik Tabelle 12411-003r Fortschreibung des Bevölkerungsstandes: Gemeinden, Stichtag (Einwohnerzahlen auf Grundlage des Zensus 2011)
2. ↑  Bayerische Landesbibliothek Online
3. ↑  Gedenkstätten für die Opfer des Nationalsozialismus. Eine Dokumentation, Band 1. Bundeszentrale für politische Bildung, Bonn 1995, ISBN 3-89331-208-0, S. 160
4. ↑  “Bürgermeisterwahl - Gemeinde Laudenbach”. 2021年4月23日閲覧。